# Недан
Недан (болг. Недан) — село в Болгарии. Находится в Великотырновской области, входит в общину Павликени. Население составляет 1 406 человек.

## Политическая ситуация
В местном кметстве Недан, в состав которого входит Недан, должность кмета (старосты) исполняет Илко Иванов Костадинов (Граждане за европейское развитие Болгарии (ГЕРБ)) по результатам выборов правления кметства.
Кмет (мэр) общины Павликени — Ангел Иванов Генов (коалиция в составе 2 партий: Политический клуб «Экогласность», Земледельческий союз Александра Стамболийского (ЗСАС)) по результатам выборов в правление общины.